# مارك ويليس (متسابق دراجات نارية)
مارك ويليس (بالإنجليزية: Mark Willis)‏ مواليد 3 مايو 1976 في نيوساوث ويلز، هو متسابق دراجات نارية أسترالي. نافس في سباقات بطولة العالم لفئة 500 سي سي. كما شارك في بطولة العالم للسوبربايك.

## وصلات خارجية
- مارك ويليس على موقع MotoGP.com (الإنجليزية)
- مارك ويليس على موقع WorldSBK.com (الإنجليزية)